# الدوري التايواني لكرة القدم 2012
الدوري التايواني لكرة القدم 2012 هو موسم من الدوري التايواني لكرة القدم. أشرف على تنظيمه اتحاد تايبيه الصينية لكرة القدم، وكان عدد الأندية المشاركة فيه 7، وفاز فيه نادي شركة طاقة تايوان.